# Куткурка
Куткурка — река в России, протекает в Катав-Ивановском районе Челябинской области. Левый приток реки Юрюзань.

## География
Река берёт начало на северном склоне хребта Зигальга. Течёт на север, затем поворачивает на северо-восток. Устье реки находится в 297 км по левому берегу реки Юрюзань. Длина реки составляет 25 км.

## Данные водного реестра
По данным государственного водного реестра России относится к Камскому бассейновому округу, водохозяйственный участок реки — Уфа от Нязепетровского гидроузла до Павловского гидроузла, без реки Ай, речной подбассейн реки — Белая. Речной бассейн реки — Кама.
Код объекта в государственном водном реестре — 10010201112111100023217.